# Фішер Рафаїл Ісакович
Рафаїл Ісакович Фішер (нар. 5 травня 1927, Бершадь — пом. 1986) — український радянський графік, плакатист; член Спілки художників України.

## Біографія
Народився 5 травня 1927 в місті Бершаді Вінницької області. 1957 року закінчив Одеське художнє училище (педагоги Леонід Мучник, Мойсей Муцельмахер).
Брав участь у всеукраїнських виставках з 1961 року. Жив в Одесі в будинку на вулиці Лазарєва, 29, квартира 7. Помер у 1986 році.

## Творчість
Працював в галузі плаката та промислової графіки. Плакати:
- «Люди — людям» (1960);
- «Слава человеческой мысли» (1961);
- «Рости без старості» (1963);
- «Да здравствует солнце! Да скроется тьма!» (1963);
- «Я хочу, чтоб к штыку приравняли перо» (1964);
- «Партія і Ленін — близнята-браття» (1969);
- «Вічно буде Ленінове серце в революції у грудях клекотіть» (1969);
- «Тобі, Ілліч, рапортує з'їзд» (1971).